# Bady
Renato Escobar Baruffi, meglio noto come Bady (São José do Rio Preto, 27 aprile 1989), è un calciatore brasiliano, centrocampista del Votuporanguense.